# Pyura ostreophila
Pyura ostreophila is een zakpijpensoort uit de familie van de Pyuridae. De wetenschappelijke naam van de soort is voor het eerst geldig gepubliceerd in 1928 door Hartmeyer & Michaelsen.